# Jiří Švestka

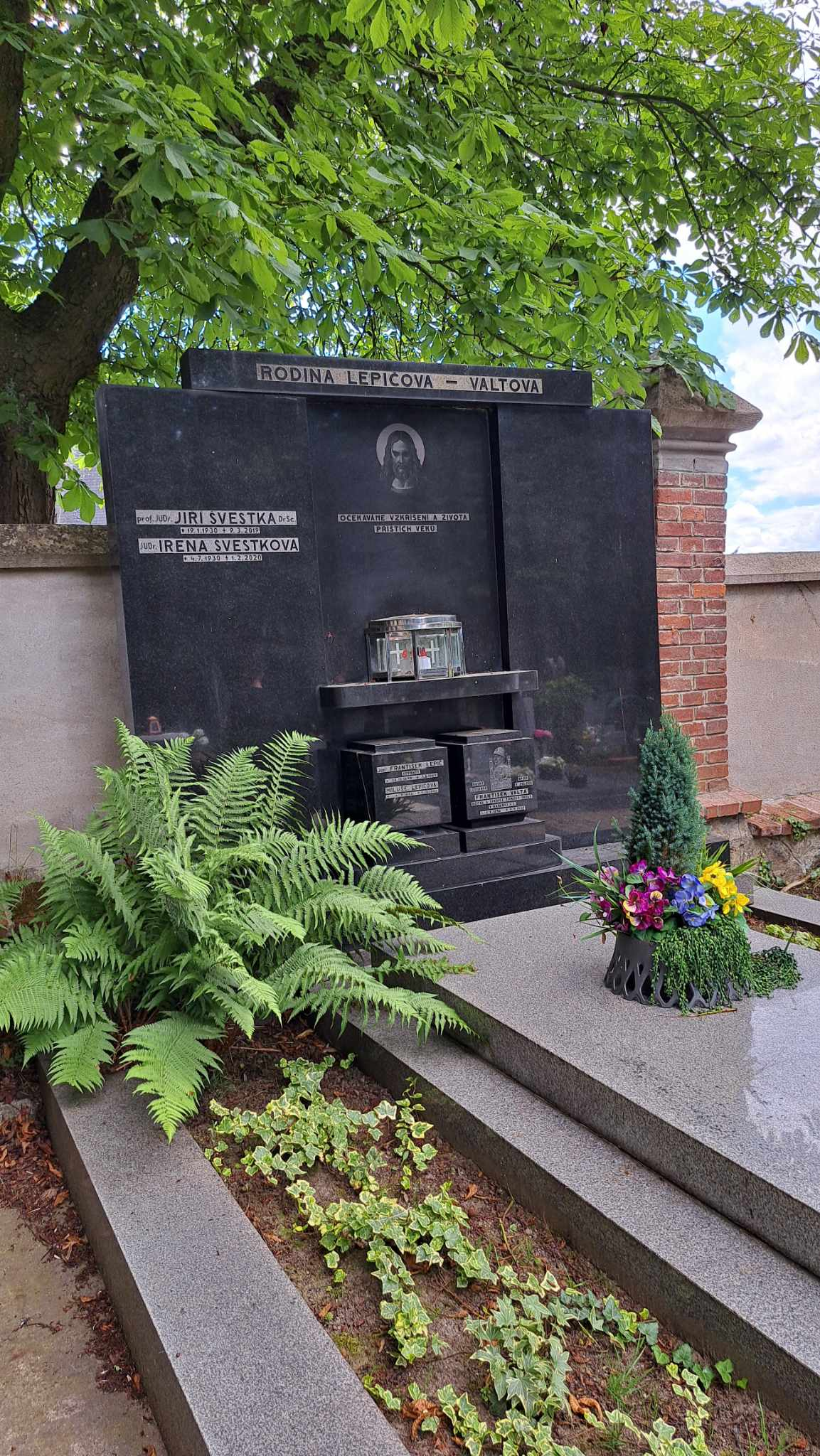
Poslední odpočinek Jiřího Švesktky v Pelhřimově

Jiří Švestka (19. ledna 1930 – 9. března 2019) byl český právník a odborník na občanské právo.
V roce 1953 absolvoval Právnickou fakultu Univerzity Karlovy, na které po roce justiční praxe začal vědecky působit. Roku 1964 se zde habilitoval, roku 1982 se stal doktorem věd a profesuru občanského práva získal v roce 1985. Odborně se věnoval celému občanskému právu, nejvýznamněji ale zasáhl do oblastí práva na ochranu osobnosti a odpovědnosti za škodu.
Také působil v právní praxi, a to jako advokát nebo jako člen Legislativní rady vlády.